# Pattinaggio di figura al XIII Festival olimpico invernale della gioventù europea
Il Pattinaggio di figura al XIII Festival olimpico invernale della gioventù europea si è svolto dal 13 al 15 febbraio 2017 alla Erzurum Ice Skating Arena di Erzurum in Turchia. 

## Podi

### Ragazzi
| Evento                                   | Oro           | Punteggio | Argento       | Punteggio | Bronzo      | Punteggio |
| Pattinaggio di figura ragazzi (dettagli) | Petr Gumennik | 195.21    | Daniel Grassl | 178.24    | Nika Egadze | 155.18    |

### Ragazze
| Evento                                   | Oro            | Punteggio | Argento          | Punteggio | Bronzo           | Punteggio |
| Pattinaggio di figura ragazze (dettagli) | Alina Zagitova | 187.06    | Anastasia Hozhva | 127.18    | Lucrezia Gennaro | 125.53    |

## Medagliere
| Pos. | Paese   | Oro | Argento | Bronzo | Totale |
| ---- | ------- | --- | ------- | ------ | ------ |
| 1    | Russia  | 2   | 0       | 0      | 2      |
| 2    | Italia  | 0   | 1       | 1      | 2      |
| 3    | Ucraina | 0   | 1       | 0      | 1      |
| 4    | Georgia | 0   | 0       | 1      | 1      |